# Alfredo Kraus
Alfredo Kraus Trujillo (Las Palmas de Gran Canaria, 24 de noviembre de 1927-Madrid, 10 de septiembre de 1999) fue un tenor y profesor de canto español. Es considerado uno de los mejores tenores líricos ligeros de la segunda mitad del siglo XX. Su personaje más conocido fue Werther, de la ópera homónima de Jules Massenet.

## Trayectoria
Nació en la Casa de Colón de Las Palmas de Gran Canaria. De madre española y padre austriaco, Kraus inició sus estudios musicales con lecciones de piano a los cuatro años de edad, y cantando en el coro de la parroquia Corazón de María, de los Misioneros Claretianos, a los ocho. Debutó internacionalmente en el Teatro Real de El Cairo en 1956 con el papel del Duque de Mantua en la ópera Rigoletto, de Verdi, y con el papel de Mario Cavaradossi en la ópera Tosca, de Puccini. Dos años después, el 27 de marzo de 1958, en el Teatro Nacional de São Carlos de Lisboa se presenta junto a María Callas en una legendaria producción de la ópera La traviata que fue grabada. Siguieron debuts en Londres en 1959 (Lucía de Lammermoor), Milán  1960 (La sonámbula), Chicago en 1962 y Nueva York en 1966 (Rigoletto).
En 1960 se casó con la grancanaria Rosa Blanca Ley-Byrd con la que tuvieron cuatro hijos, entre ellos Alfredo y Rosa.
En 1967 debutó en el Teatro Colón de Buenos Aires con La favorita, junto a Fiorenza Cossotto y Sesto Bruscantini, y regresó en 1972 para I Puritani, con Cristina Deutekom, y Lucía de Lammermoor, junto a Beverly Sills. Sus últimas actuaciones fueron en 1989 con un memorable recital y en 1991 con Werther, y en 1993 en Los cuentos de Hoffmann.
En 1959 protagonizó la película Gayarre, dirigida por Domingo Viladomat, dando vida al tenor navarro y al año siguiente El vagabundo y la estrella.
Dio un recital en el Teatro Municipal de Santiago de Chile en 1992, que fue televisado.

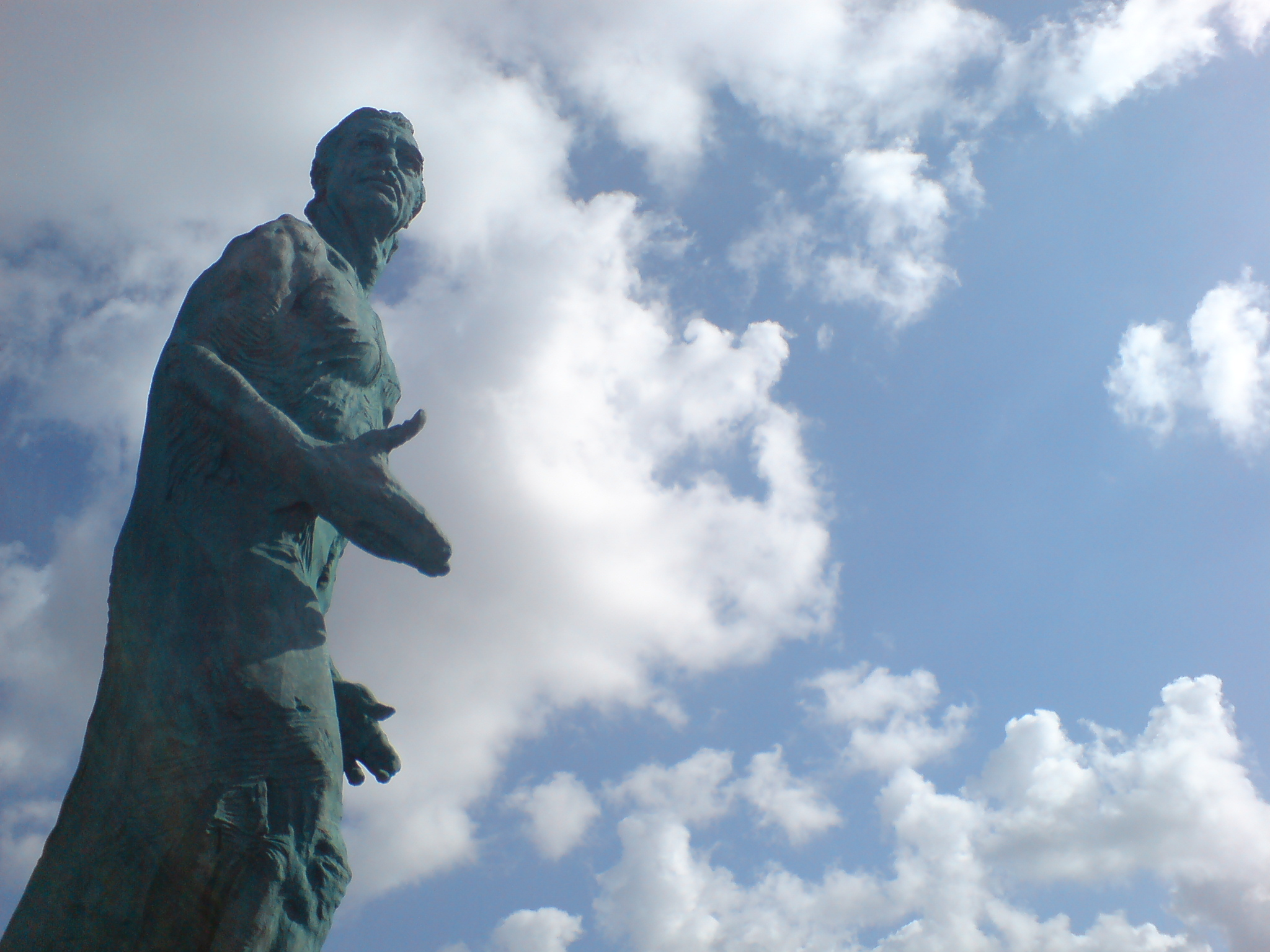
Monumento a Kraus en Las Palmas de Gran Canaria.

Kraus también fue un destacado intérprete de zarzuela, con grandes éxitos como La tabernera del puerto, La revoltosa, El huésped del sevillano, Black el payaso, Marina, etc. Resulta especialmente recordada su participación en el montaje de Doña Francisquita de 1956 en Madrid, con el que se reinauguró el Teatro de la Zarzuela cien años después de su fundación. Un busto de Kraus se exhibe hoy en recuerdo de aquellas funciones y de su figura en el ambigú del coliseo zarzuelístico.  
Recibió el Premio Canarias de Bellas Artes e Interpretación en 1985, y el Premio Príncipe de Asturias de las Artes en 1991.
Fue un aplaudido intérprete de óperas como La traviata, Lucia di Lammermoor, La sonámbula, La hija del regimiento, Werther, Romeo y Julieta, Rigoletto, Lucrezia Borgia, El barbero de Sevilla, Los cuentos de Hoffmann, I puritani, etc.
En sus últimos años se dedicó a la docencia, junto con los maestros Suso Mariátegui y Edelmiro Arnaltes. Fue maestro de jóvenes intérpretes como el tenor venezolano Aquiles Machado, el tenor italiano Giuseppe Filianoti y el tenor griego Mario Frangoulis. Finalmente, y como honor inédito en la historia de un artista vivo, el auditorio de su ciudad natal se llamó Auditorio Alfredo Kraus de Gran Canaria.
El 5 de septiembre de 1997 Rosa Blanca Ley-Byrd murió en su residencia madrileña de Monte Príncipe, de Boadilla, por un tumor cerebral.
El tenor falleció de cáncer a los 71 años el 10 de septiembre de 1999. Fue enterrado en el cementerio de Vegueta de la ciudad de Las Palmas de Gran Canaria.  Desde el 10 de septiembre de 2021 su gran amigo el escultor Martín Chirino fue enterrado junto a Kraus, por expreso deseo del escultor.

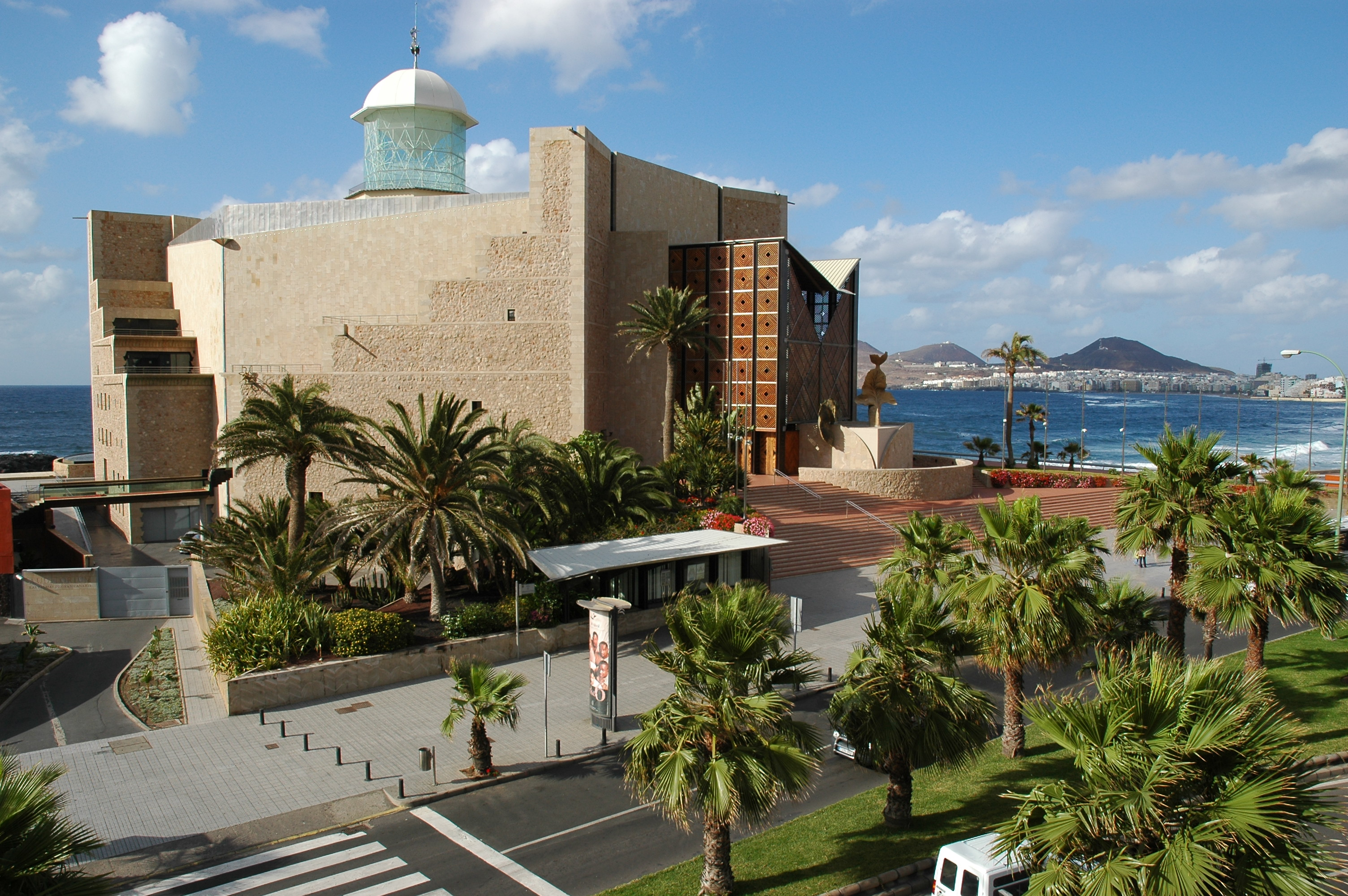
Auditorio Alfredo Kraus de Las Palmas de Gran Canaria.

## Honores
En vida recibió numerosos premios y reconocimientos. Incluso el ayuntamiento de Bilbao le puso su nombre a una plaza en el barrio de Rekalde. En el Euskalduna le dedican cada año una gala musical.En la ciudad de Santander tiene dedicada una calle.
Distinciones:
- Medalla de Oro e Hijo Predilecto de su ciudad natal (Las Palmas de Gran Canaria)
- Doctor honoris causa por la Universidad de La Laguna.
- Gran cruz de la Orden de Alfonso X el Sabio
- Comendador de número de la Orden de Isabel la Católica
- Medalla de Oro al Mérito en las Bellas Artes
- Comendatore de la República Italiana
- Verdi de Oro de Parma
- Premio Metropolitan Opera House de Nueva York
- Bellini de Oro de Catania
- Comendador de la Orden de las Artes y las Letras de Francia
- Premio Canarias de las Bellas Artes
- Premio de la Academia Francesa del Disco
- Medalla de Oro del Gran Teatro del Liceo de Barcelona
- Premio Único Tito Schipa de Lecce (Italia), creado expresamente para Alfredo Kraus
- Fiorino de Oro de Florencia
- Kammersänger de Viena
- Premio Enrico Caruso de Italia
- Caballero de la Legión de Honor, de la República Francesa
- Premio Príncipe de Asturias de las Bellas Artes (España)
- Premio Príncipe de Asturias de las Artes, recibido en 1991 junto con Montserrat Caballé, Victoria de los Ángeles, Teresa Berganza, José Carreras, Pilar Lorengar y Plácido Domingo.
- Medalla de la Royal Opera House de Londres
- Miembro de Honor de la Opera del Estado de Viena.
- Medalla de la Gran Orden del Mérito Militar con Distintivo Blanco (concedida por S.M. el Rey Don Juan Carlos I de España)
- Gran Cruz de Honor de las Ciencias y las Artes de Austria
- Premio Donizetti de Bérgamo.
- Hijo Adoptivo Predilecto de Aspe, Alicante (España).
- Premio especial a cantantes líricos en la 15.ª edición de las Medallas del Círculo de Escritores Cinematográficos por su actuación en la película Gayarre.[11]

## Repertorio operístico

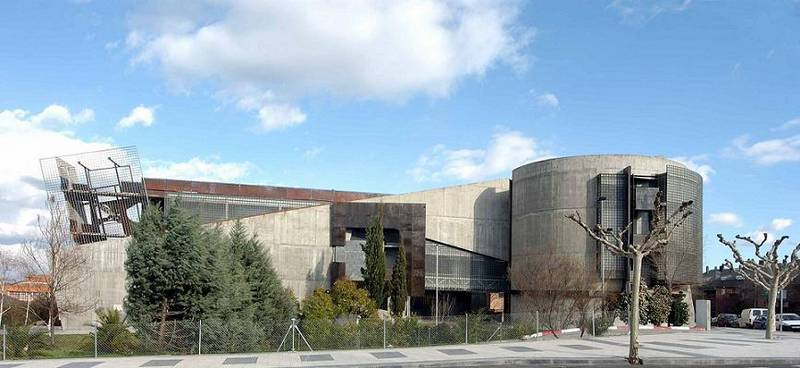
Auditorio Municipal Alfredo Kraus de Majadahonda.

Las siguientes óperas y zarzuelas formaron parte del repertorio habitual de Alfredo Kraus durante toda su carrera o una parte importante de la misma.
- Don Ottavio de Don Giovanni (Mozart)
- Conde Almaviva de Il barbiere di Siviglia (Rossini)
- Nemorino de L'elisir d'amore (Donizetti)
- Ernesto de Don Pasquale (Donizett)
- Gennaro de Lucrezia Borgia (Donizetti)
- Edgardo de Lucia di Lammermoor (Donizetti)
- Fernando de La favorita (Donizetti)
- Tonio de La fille du régiment (Donizetti)
- Carlo de Linda di Chamounix (Donizetti)
- Elvino de La sonnambula (Bellini)
- Arturo Talbot de I puritani (Bellini)
- Jorge de Marina (Arrieta)
- Nadir de Les pêcheurs de perles (Bizet)
- Duca di Mantova de Rigoletto (Verdi)
- Alfredo Germont de La traviata (Verdi)
- Fenton de Falstaff (Verdi)
- Hoffmann de Les contes d'Hoffmann (Offenbach)
- Romeo de Romeo y Julieta (Gounod)
- Faust de Faust (Gounod)
- Faust de Mefistofele (Boito)
- Werther de Werther (Massenet)
- Des Grieux de Manon (Massenet)
- Gerald de Lakmé (Delibes)
- Fernando de Doña Francisquita (Vives)
- Juan Luis de El huésped del sevillano (Jacinto Guerrero)
- Masaniello de La muette de Portici (Auber)

## Controversia con José Carreras
Alfredo Kraus no fue incluido en la ceremonia inaugural de los Juegos Olímpicos de Barcelona 1992, evento cuya dirección musical estaba a cargo de José Carreras. Ante esta situación, expresó su desacuerdo vinculando esta exclusión con sus críticas previas a las actuaciones de ópera en eventos masivos, en particular respecto a la presentación de Los Tres Tenores en las Termas de Caracalla en 1990. Se mencionó que Kraus rechazó una propuesta de retractarse de estas críticas y así poder ser considerado para la ceremonia. 

## Documental
En el 25 aniversario de su muerte, 2024, se estrenó en la Televisión Canaria y en Movistar Plus+ Kraus, el último romántico, largometraje dirigido Laura Bueno y Germán Roda y producido por Mediareport. Se estrenó en 2025, en La 2. Recorre su vida profesional y personal, y su historia de amor con esposa Rosa Ley-Byrd. Intervienen sus hijos -Rosa, Alfredo, Patricia y Laura-, alumnos, amigos y su ahijada, la cantante Marta SánchezIncluye imágenes inéditas grabadas por el propio Kraus con su cámara Súper 8. 